# Joseph Gerhard Zuccarini

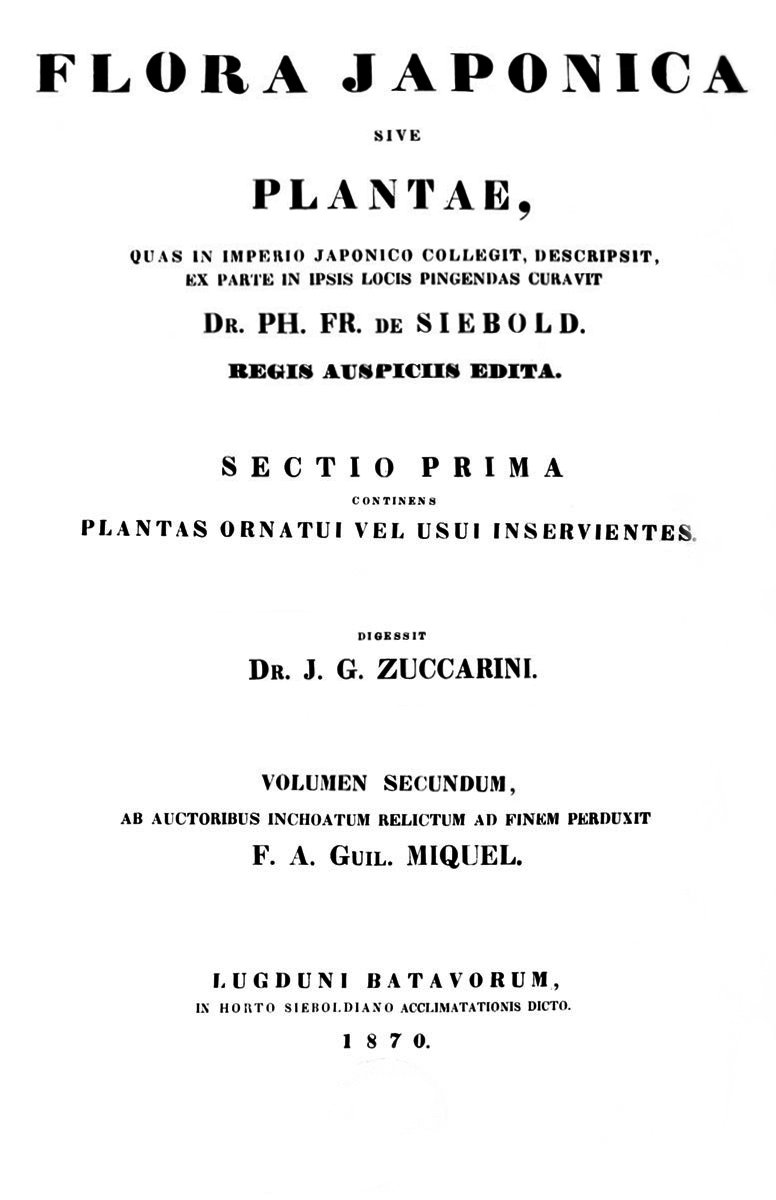
Página inicial de Flora japonica.

Joseph Gerhard Zuccarini (Múnich, 10 de agosto de 1797 - 18 de febrero de 1848) fue un botánico alemán.

## Biografía
Profesor de botánica en la Universidad de Múnich, Zuccarini trabajó principalmente con Philipp Franz von Siebold, el asistente para la descripción de sus colecciones de vegetales del Japón.
También describió plantas de otras áreas como México.

## Obras
- Charakteristik der deutschen Holzgewächse im Blattlosen Zustande. Zuccarini, Joseph Gerhard. Múnich. 1831
- Delectus Seminum Hortus Monac. Zuccarini, Joseph Gerhard. Múnich. 1844
- Flora der Gegend um München ...Erster Theil. Phanerogamen. München Zuccarini, Joseph Gerhard. Múnich. 1833
- Leichtfasslicher Unterricht in der Pflanzenkunde für den Bürger und Landmann und zum Gebrauche in Gewerbschulen. München Zuccarini, Joseph Gerhard. Múnich. 1834
- Monographie der Amerikanischen Oxalis-Arten. München Zuccarini, Joseph Gerhard. Múnich. 1825
- Naturgeschichte des Pflanzenreichs. Kempten Zuccarini, Joseph Gerhard. Múnich. 1842
- Nova Genera et Species Plantarum quas in Itinere... Munchen Martius, Carl (Karl) Friedrich Philipp von & Zuccarini, Joseph Gerhard. Múnich. 3 volúmenes. 1823-1832
- Ueber die Vegetationsgruppen in Bayern. Eine Rede, gehalten in der öffentlichen Sitzung der königl. bayer. Akademie der Wissenschaften am 24 August 1833. München Zuccarini, Joseph Gerhard. Múnich. 1833
- Flora japonica, sive plantae quas in imperio japonico Zuccarini, Joseph Gerhard & Siebold, Philipp Franz von 1835

## Asociado con otros taxónomos
También aparece como integrante de equipos y colaboraciones como Martius & Zuccarini, Siebold & Zuccarini o Zuccarini & Handel-Mazzetti.

## Eponimia
- (Rubiaceae) Zuccarinia Blume[1]